# Pařížské bienále
Pařížské bienále (francouzsky Biennale de Paris) je rozsáhlá mezinárodní multidisciplinární přehlídka umění v Paříži, která se koná každé dva roky. Tradičním místem konání je Muzeum moderního umění města Paříže. Biennale založil v roce 1959 André Malraux, tehdejší ministr kultury.

## Historie
Pařížské bienále bylo založeno jako třetí na světě po bienále v Benátkách a São Paulu. Bylo otevřeno 3. října 1959 v Muzeu moderního umění města Paříže z iniciativy Andrého Malrauxe. Bienále se pravidelně odehrávalo v tomto muzeu, pouze 7. bienále v roce 1971 se konalo v Parc floral de Paris ve Vincenneském lesíku, 9. bienále (1975) současně v Musée Galliera, 10. bienále (1977) společně v Palais de Tokyo a 13. bienále (1985) v Grande halle de la Villette. Tento 13. ročník byl na dlouhou dobu posledním. Bienále postupně ztrácelo na významu z důvodu konkurence jiných obdobných akcí, jako je např. FIAC.
V roce 1993 se Philippe Douste-Blazy, tehdejší ministr kultury pokusil bienále vzkřísit, ale bez úspěchu. V roce 2000 byl plán znovu přednesen a po čtyřech letech organizace byl v roce 2004 uspořádán navazující 15. ročník, který se však nekonal na jednom místě. Od roku 2006 získalo bienále jinou formu. Odehrává se na různých místech a v průběhu delšího období.

## Umělci zastoupení na jednotlivých ročnících
- I. bienále, 2.–25. října 1959: Pierre Bonnard, James Ensor, Henri Matisse, Piet Mondrian, Emil Nolde, Georges Rouault, Suzanne Valadon, Edouard Vuillard, André Derain, Raoul Dufy, Paul Klee, Albert Marquet, Kees Van Dongen, Jacques Villon, Maurice Vlaminck, Georges Braque, Marc Chagall, Robert Delaunay, Max Ernst, Roger de La Fresnaye, Juan Gris, Marcel Gromaire, Oskar Kokoschka, Fernand Léger, André Lhote, André Masson, Amedeo Modigliani, Julius Pascin (Julius Mordecai Pincas), Constant Permeke, Pablo Picasso, Gino Severini, Chaïm Soutine, Louis Trabuc, Maurice Utrillo, Yasuo Mizui.
- II. bienále, 29. září – 5. listopadu 1961: David Hockney, Jasper Johns, Martial Raysse, Arman, Henri Cueco, Jean Le Gac, Bernard Buffet, Pierre Alechinsky, Raymond Hains, Jacques de la Villeglé, Toulouse-Lautrec, Louis Trabuc, Pařížská škola, nefigurativní realismus.
- III. bienále, 28. září – 3. listopadu 1963: Christo, Niki de Saint Phalle, Pierre Schaeffer, Pierre Boulez, Iannis Xenakis, Peter Blake, David Hockney, Nicolas Schöffer, Vasilij Kandinskij, Salvador Dalí.
- IV. bienále, 28. září – 3. listopadu 1965: Christian Boltanski, Erik Dietmann, Daniel Buren, Peter Stampfli, Gérard Titus-Carmel, Niele Toroni, Bernar Venet, Jean-Pierre Raynaud, Peter Blake.
- V. bienále, 30. září – 5. listopadu 1967: Pierre Schaeffer, Martial Raysse, Jean-Pierre Raynaud.
- VI. bienále, 24. září – 1. listopadu 1969: Giulio Paolini, Jannis Kounellis, Les Levine, Southwest Coming Together, Elektradermis, La modification, Utopie, Interplay, Ens musical Nihilist Spasm Band, Vidéo-Dom, Automat, Medikit, Groupe AAT.
- VII. bienále, 15. září – 21. října 1971: Joseph Kosuth, Art and Language, Robert Barry, Victor Burgin, Monika Baumgartl, Alighiero e Boetti, Vito Acconci, Bruce Nauman, Dan Graham, Dennis Oppenheim, Richard Serra, Lawrence Weiner, Richard Long, Joseph Beuys, Daniel Buren, Gilbert and George.
- VIII. bienále, 15. září – 21. října 1973: Michael Asher, Groupe 70, Giulio Paolini, Anne a Patrick Poirier, Telewissen Groupe, Druga Grupa, Christian Jaccard, Markus Lüppertz, François Rouan, Douwe Jan Bakker, James Coleman, Düsseldorfer Szene.
- IX. bienále, 19. září – 2. listopadu 1975: Gordon Matta-Clark, Eventstructure Research Group, Antoni Muntadas, Marina Abramovic, John M. Armleder, Christian Boltanski, Luciano Castelli, Valie Export, Terry Fox, Rébecca Horn, Urs Lüthi, Krzysztof Wodiczko, Noël Dolla, COUM Transmissions.
- X. bienále, 17. září – 1. listopadu 1977: Laurie Anderson, Sandro Chia, Francesco Clemente, Annette Messager, Claudio Parmiggiani, Adrian Piper, Groupe 143, Groupe de 4, Groupe Untel, Anselm Kiefer.
- XI. bienále, 20. září – 2. listopadu 1980: Sophie Calle, Alain Fleischer, Gloria Friedmann, Mimmo Paladino, Paul Devautour, Tony Oursler, Martine Aballea, Groupe Normal, Groupe Etcetera, Paisaje Imaginario, Saeta om production, Socialist Patient Kollective, ATEM, ECART, System'art.
- XII. bienále, 2. října – 14. listopadu 1982: Guillaume Bijl, Groupe CADA, Philippe Favier, Groupe FRIGO, Claude Leveque, Georges Rousse, Groupe Zardee, Bill Woodrow, Anish Kapoor, Non Groupe, Groupe Dioptre, Peter d'Agostino, Collaborative Work, Groupe Todliche Doris, Yann Minh, Un Drame Musical Instantané.
- XIII. bienále, 2. října – 10. listopadu 1985: John Ahearn, Robert Ashley, John Baldessari, Richard Deacon, Luciano Fabro, Peter Fischli, Jenny Holzer, Anish Kapoor, Joseph Kosuth, Nam June Paik, Per Kirkeby, Bertrand Lavier, Roberto Matta, Mario Merz, Gerhard Richter, Julian Schnabel, Frank Stella, Jeff Wall.
- XIV. bienále, 20. února – 15. března 2004: Ikhéa©services, Ricardo Mbarak, Ultralab, Club des pêcheurs, Musée du point de vue, Musée des dommages, EAMO, Paul Robert-coureur de fond, Thermo-hygrographe, Supernova, Visualinguistic, GRNC, IPAC, N55.
- XV. bienále, 1. září 2006 – 30. září 2008: Soussan Ltd, Jean-Baptiste Farkas, Alexandre Gurita, François Deck, Ricardo Mbarkho, Glitch, Gary Bigot, Geoff Bunn, Brian Holmes, OSTSA, Auguste Legrand, Courants Faibles, Au Travail/At Work, Paul Robert, Karen Andreassian, Hubert Renard, RS, Microcollection, Michel Chevalier, Olivier Darné, Bernard Delville, Sabine Falk, Dominic Gagnon, Karine Lebrun, Éric Létourneau, Saint Thomas L'Imposteur Florian Brochec, Nana Petzet, That's Painting Productions, Les Somnatistes, Liliane Viala, Stephen Wright, Jean-Claude Moineau.

## Spolupracovníci bienále
Členy bienále byli nebo jsou např. spisovatelka Catherine Millet, básník Alain Jouffroy, švédský historik umění Pontus Hulten, umělecký kritik Alin Avila, teoretik umění Frank Popper, český dramatik Václav Havel, kanadský umělec Éric Létourneau, italský umělecký kritik Achille Bonito Oliva, umělecký kritik Pierre Restany, umělecký kritik Paul Ardenne, architekt Jean Nouvel, kanadský umělecký kritik Stephen Wright, italský filozof Francesco Masci, spisovatel Michel Ragon, německý režisér Wolfgang Becker, novinářka Élisabeth Lebovici, umělecký kritik Ghislain Mollet-Viéville nebo teoretik umění Jean-Claude Moineau.